# Radio City Music Hall

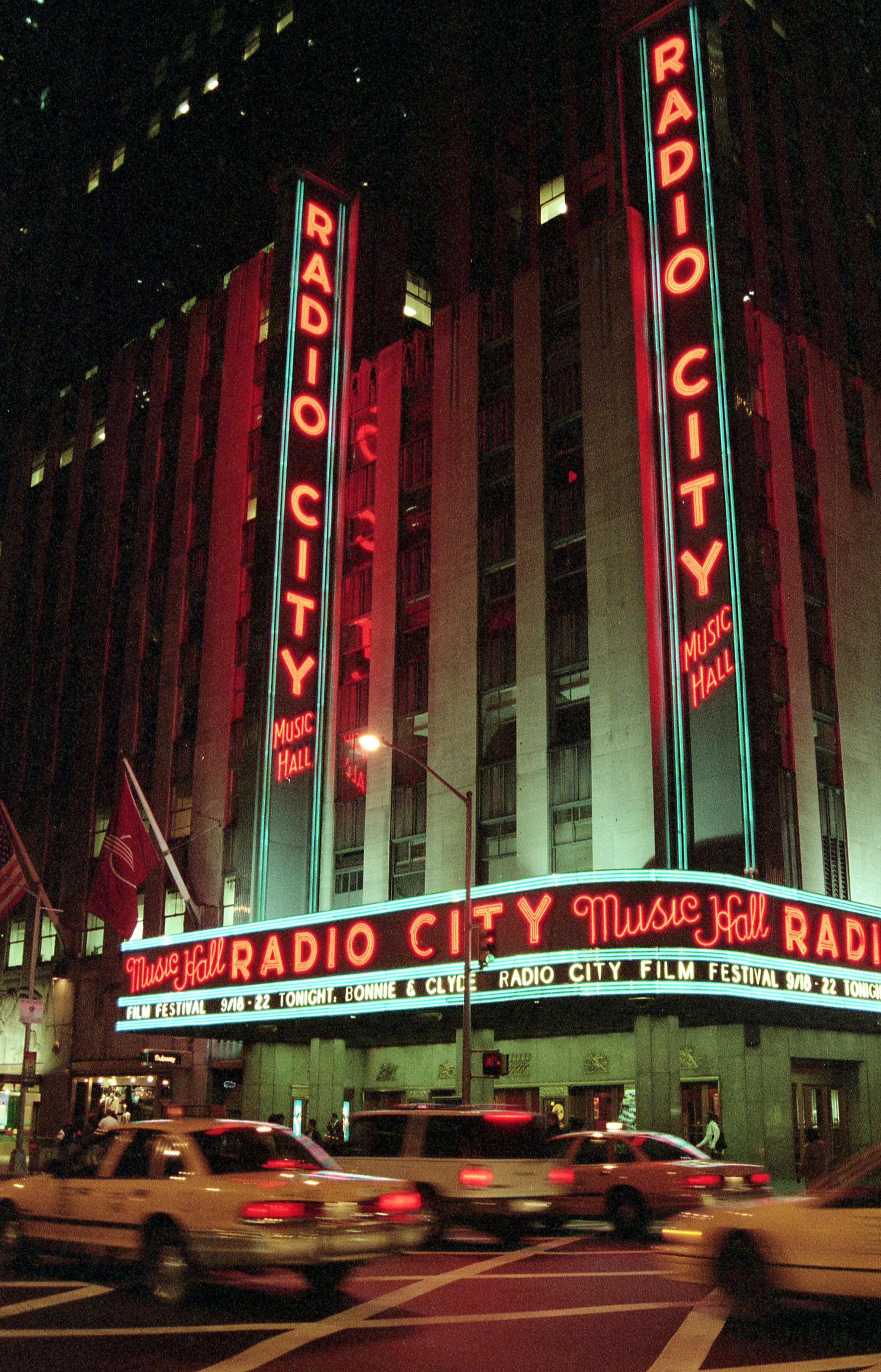
Radio Citys fasad mot Sixth Avenue.

Radio City Music Hall är en teater i New York. Teatern ligger i Rockefeller Center, i närheten av Times Square på Manhattan. Radio City öppnade 1932, och interiören är utförd i glas, aluminium, krom och geometrisk ornamentering i art deco-stil, typisk för den tidens arkitektur i New York. Med 5933 sittplatser var teatern världens största då den öppnade och den räknas alltjämt som USA:s största inomhusteater. Teatern ägs av förvaltningsbolaget Madison Square Garden Entertainment.
Bland annat anordnas den årliga MTV Video Music Awards-föreställningen, Tony Awards, Grammy-prisutdelningen och The National Football League Draft i Radio City Music Hall.